# Cortinarius fulvo-ochrascens
Cortinarius fulvo-ochrascens är en svampart. Cortinarius fulvo-ochrascens ingår i släktet Cortinarius och familjen spindlingar.

## Underarter
Arten delas in i följande underarter:
- cyanophyllus
- fulvo-ochrascens